# Atlanta (Indiana)

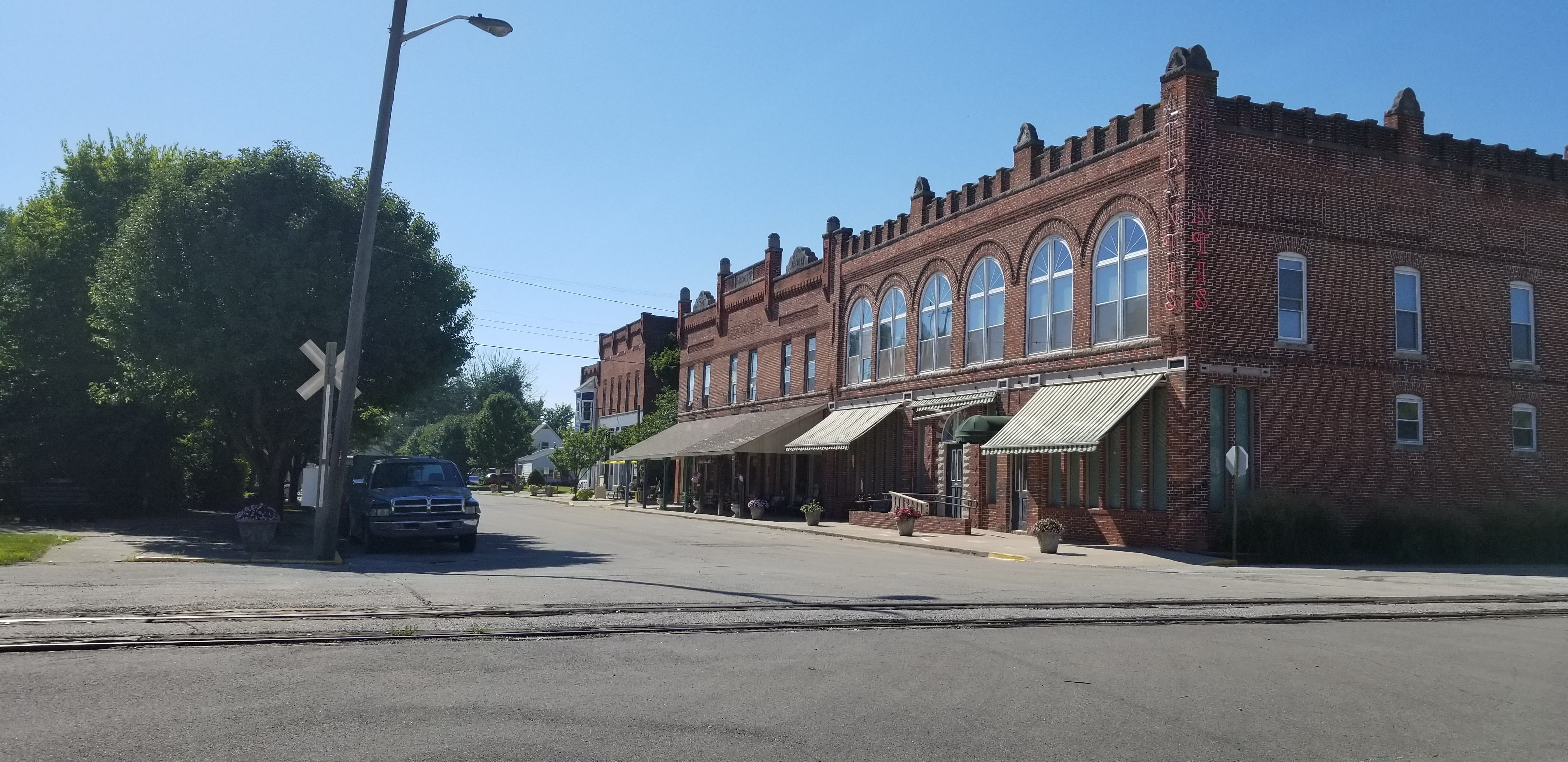
Centre-ville d'Atlanta (Indiana)

Pour les articles homonymes, voir Atlanta (homonymie).
La ville d’Atlanta est située dans le comté de Hamilton, dans l’État de l’Indiana, aux États-Unis. Sa population s’élevait à 725 habitants lors du recensement de 2010, estimée à 738 habitants en 2016.

## Source
- (en) Cet article est partiellement ou en totalité issu de l’article de Wikipédia en anglais intitulé « Atlanta, Indiana » (voir la liste des auteurs).